# Тальяндье, Альфонс-Онорэ
Тальяндье Альфонс-Онорэ (Taillandier, 1797—1867) — французский юрист и государственный деятель.
Будучи адвокатом при кассационном суде, Тальяндье выступал защитником по политическим процессам и после революции 1830 г. занял, но не надолго, высокое положение в магистратуре. Избранный в палату депутатов, Тальяндье примкнул к конституционной оппозиции, неизменно поднимая свой голос там, где дело шло о защите гуманности и равенства. На следующих выборах правительству удалось устранить Тальяндье, который занялся теоретической юриспруденцией.
После революции 1848 г. он был назначен членом кассационного суда.

## Работы
- «Recueil des anciennes lois fran ç aises» (1821—1830, 23 т.), совместно с Ф-А. Изамбером, Журданом, Декрюзи.
- "R éfléxions sur les lois pénales de France et d’Angleterre " (1824),
- «Commentaire sur l’ordonnance des conflits» (1829),
- «Traité de la législation concernant les manufactures et ateliers dangereux» (1825).